# برايت آيز
برايت آيز (بالإنجليزية: Bright Eyes)‏ هي فرقة إندي روك أمريكية، نشطة منذ 1995 تأسست من قبل المغني وكاتب الأغاني وعازف الإيتار كونور أوبرست. الفرقة تتكون من كونور أوبرست والمنتج مايك موجيس ونافخ البوق وعازف البيانو نايت والكوت.
الفرقة موقعة عقد مع تسجيلات سادل كريك، التي أسسها شقيق كونور، جستن أوبرست ومايك موجيس، وتقوم شركة سوني بالتوزيع. الفرقة إلى حد الآن أصدرت 9 ألبومات منذ سنة 1998.

## روابط خارجية
- برايت آيز على موقع IMDb (الإنجليزية)
- برايت آيز على موقع ميوزك برينز (الإنجليزية)
- برايت آيز على موقع رولينغ ستون (الإنجليزية)
- برايت آيز على موقع أول ميوزيك (الإنجليزية)
- برايت آيز على موقع ديسكوغز (الإنجليزية)